# Trędowata (film 1976)

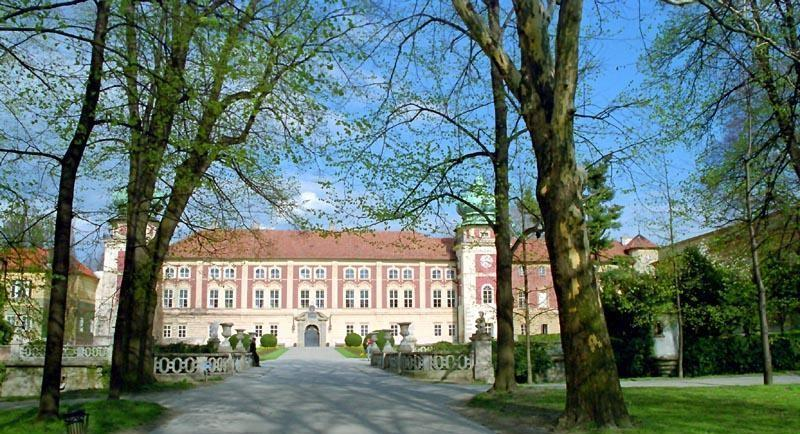
Zamek w Łańcucie

Trędowata – polski melodramat z 1976 roku w reżyserii Jerzego Hoffmana. Trzecia adaptacja filmowa popularnej powieści Heleny Mniszkówny pt. Trędowata (1909).
Zdjęcia do filmu kręcono: na zamku w Łańcucie, na zamku Książ, w Nowej Wsi koło Grójca oraz w pałacu w Nieznanowicach pod Włoszczową.

## Treść
Przełom XIX i XX wieku. Stefania Rudecka, guwernantka panienki Luci w pałacu Michorowskich, wzbudza uczuciowe zainteresowanie młodego i przystojnego ordynata Waldemara. Choć mimo wewnętrznych oporów zakochuje się w nim z wzajemnością, racjonalnie pojmuje, że różnica klasowa uniemożliwia im legalny i akceptowany przez otoczenie związek małżeński. Zdecydowana porzucić korzystne zajęcie i uciekać, zostaje powstrzymana przez ordynata, który nie chcąc jej utracić proponuje morganatyczne małżeństwo. Uczestnicząc w wydanym z myślą o niej dworskim balu, Rudecka zostaje jednak jako „trędowata” odrzucona przez arystokratycznych gości obrażonych jej obecnością i względami jawnie okazywanymi przez ordynata. Następująca potem tragedia głównej bohaterki powtarza w istocie historię jej babki, którą podobne uczucie łączyło kiedyś z dziadkiem Waldemara, ostatecznie zmuszonych do wzajemnego wyrzeczenia.

## Obsada aktorska
- Elżbieta Starostecka – Stefcia Rudecka
- Leszek Teleszyński – Waldemar Michorowski
- Jadwiga Barańska – hrabina Idalia Elzonowska, ciotka Waldemara
- Czesław Wołłejko – Maciej Michorowski, dziadek Waldemara
- Lucyna Brusikiewicz – Lucia Elzonowska
- Irena Malkiewicz – księżna Podhorecka, babka Waldemara
- Anna Dymna – hrabianka Melania Barska
- Gabriela Kownacka – Rita Szylinżanka
- Mariusz Dmochowski – hrabia Barski, ojciec Melanii
- Piotr Fronczewski – hrabia Trestka
- Zbigniew Józefowicz – Rudecki, ojciec Stefci
- Barbara Drapińska – Rudecka, matka Stefci
- Janusz Bylczyński – arystokrata
- Andrzej Mrożewski – Wizemberg
- Wiesława Kwaśniewska – Wizembergowa
- Ryszard Ostałowski – książę Daniecki
- Józef Para – hrabia Ćwilecki
- Hanna Stankówna – hrabina Ćwilecka
- Andrzej Piszczatowski – hrabia Morykoni
- Zygmunt Wiaderny – arystokrata
- Zdzisław Szymborski – arystokrata